# Ernest Morel
Ernest Morel (4 octobre 1854 à Rouen - 16 mai 1918 à Rouen) est un publiciste français.

## Biographie
Ernest Morel est élève au lycée Corneille et à l'Académie de peinture de Rouen. Il est secrétaire de rédaction en 1890 puis rédacteur en chef du Petit Rouennais. Il est gérant (1892-1903) puis rédacteur en chef de La Dépêche de Rouen et de Normandie.
Il est membre de la Commission départementale des Antiquités de la Seine-Maritime, de la Commission départementale des sites et monuments, du Comité des arts appliqués, du Comité municipal des beaux-arts et de la Commission des inscriptions rouennaises.
Il est inhumé au cimetière du Nord. Sa tombe est ornée d'un médaillon en bronze dû à Richard Dufour (1922).

## Distinctions
- Officier d'académie (1900)[3].
- Officier de l'Instruction publique.

## Œuvres
- Baucale et Cie, Paris, Barbré, 1880, 50 p., in-4°.
- Par le trou de la serrure, Paris, Barbré, 1894, 35 p..
- Rouenneries en gros, Rouen, impr. de Lapierre, 1894, 21 p., in-16.
- avec J. Noury, Rouen sans gêne, Rouen, impr. de Lapierre, 1897, 42 p., in-12.
- La Vache, Paris, G. Ondet, 1906, 27 p., in-12.
- Les Idées de Magloire  (préf. Jean Revel), Rouen, impr. de L. Wolf, 1913, 163 p., in-16.